# Cultura Tafí

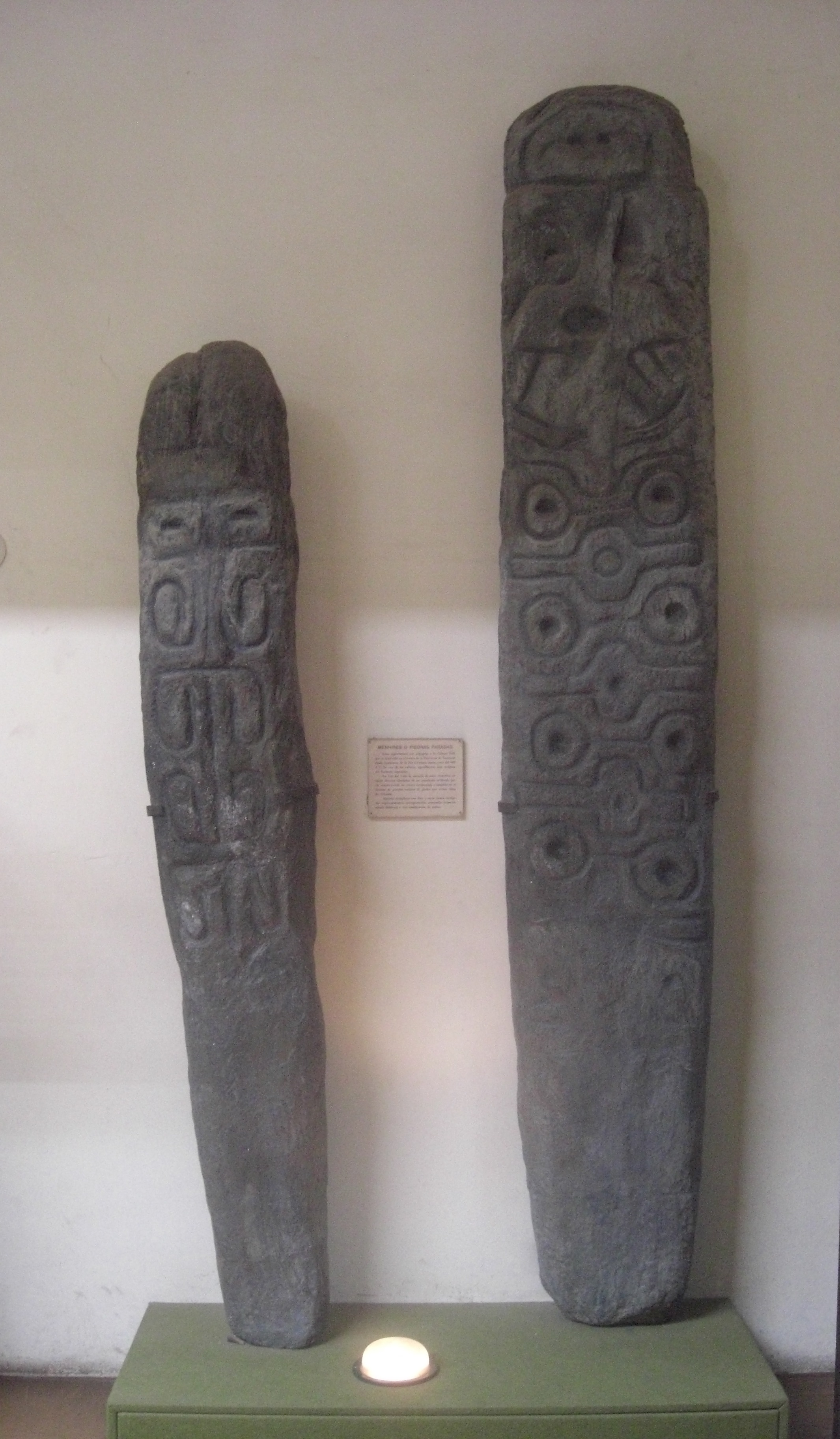
Menhires de la cultura Tafí. Colección del Museo de La Plata.

La cultura Tafí se desarrolló al oeste de la provincia argentina de Tucumán, principalmente en zona de Tafí del Valle, entre el 300 a. C. y el 600.
Fueron pueblos agricultores que cultivaban principalmente maíz en terrazas. Criaban llamas y se complementaban con la caza de animales.
Se relaciona con la cultura La Candelaria y es posible que haya tenido origen en el altiplano boliviano. 
Formaban pequeñas aldeas ubicadas en el pedemonte, las viviendas eran recintos circulares con muros piedra y techos de ramas y paja. 
Esculpieron en piedra grandes monolitos de hasta 3 m de altura, denominados menhires, algunos decorados con motivos en bajorrelieve.
De hasta cuatro metros de altura y decorados en algunos casos con motivos esculpidos en bajorrelieve, tales como rostros humanos estilizados que a veces combinan caracteres humanos y serpentiformes. Estos monolitos debieron ser hechos para rituales y estar emplazados en estructuras ceremoniales. También sirvieron como señaladores astronómicos, mojones demarcatorios para tareas agrícolas y corridas de la fauna silvestre: llamas, guanacos, vicuñas, tarucas, etc. 
Ubicados a dos mil metros de altura, constituyen un patrimonio cultural milenario único en su tipo en América. Han sido declarados en 1993, por Ley 24.262 “Monumentos y Lugares Históricos Nacionales”. Hasta el presente, dicha ley no ha sido reglamentada.
Mortero Zoomorfo. Colección Guido Di Tella. Museo Nacional de Bellas Artes, Argentina. Material lítico: saponita.
Se los designó como «menhires» por su parecido con megalitos de otras culturas. Su gran tamaño y peso, las inscripciones que presentan varios, y la cantidad de piezas que se encontraron distribuidas en al valle, revelan que fueron el fruto de un trabajo comunitario, solidario, a la vez que evidencia la importancia cultural que tenían para su comunidad de origen.
Viviendas
Los sistemas de vivienda en Tafí del Valle eran de construcción ingeniosa. A medida que aumentaba la familia, alrededor del patio central común podían agregarse dormitorios cual pétalos de flor; las habitaciones solían ser semisubterráneas.
En los años transcurridos desde la conquista española, sufrieron distintos destinos y tratamientos. En su mayoría permanecieron en los sitios originarios y paulatinamente, fueron removidos sin ningún cuidado por los terratenientes, para ser utilizados en la construcción de viviendas (como dinteles o parantes de paredes, por ejemplo), o en los cercos de piedra (pircas) o como adorno para los portales de sus casonas.
En 1977, los menhires son trasladados al lugar donde actualmente están emplazados, denominado «Parque de los Menhires», con un fin exclusivamente «turístico»; sin ningún criterio científico ni respeto por la población del Valle, que durante siglos cuidó y defendió estas piedras.
Para armar este «parque», la dictadura que gobernaba en esos momentos, obligó a los pobladores a entregar las piezas que permanecían en sus predios. Se les ordenó colaborar junto a los soldados, para trasladar en máquinas viales, o arrastrados con cadenas, 114 menhires extraídos de distintos lugares del valle. Situación que produjo el desmembramiento y pérdida definitiva de sus referentes arqueológicos.
En los últimos años, la comunidad del Valle, junto a organismos como la Universidad Nacional de Tucumán, ha luchado para devolverlos a sus lugares de origen (restituirlos a los sitios de emplazamiento es ya imposible). El Plan de Restitución de los Menhires, que se inicia en el 2000 con el traslado de piezas al predio de La Sala en El Mollar y se continua desde el 24 de marzo de 2002, con el progresivo traslado del resto.